# 片岡我當 (5代目)
五代目 片岡 我當（ごだいめ かたおか がとう、1935年1月7日 - 2025年5月11日）は上方の歌舞伎役者。屋号は松嶋屋。定紋は七つ割丸に二引、替紋は五枚銀杏。俳名に壽蘭。本名は片岡 秀公（かたおか ひできみ）。

## 人物
十三代目片岡仁左衛門の長男として、東京に生まれる。同志社大学工学部卒業。
1940年10月、大阪歌舞伎座で片岡秀公の名で『堀川』のおつる役で初舞台。戦後は父、兄弟と共に関西に本拠地を移し、「七人の会」、「仁左衛門歌舞伎」に参加。
1971年、大阪新歌舞伎座で『桜時雨』の三郎兵衛、『二月堂』の良弁で、五代目片岡我當を襲名。その後、父、弟や三代目實川延若、三代目中村鴈治郎らとともに関西歌舞伎の復興に活躍、大阪府民劇場賞を受賞する。また、父のすすめで菊五郎劇団に加わり、江戸歌舞伎を学んだ。
立役や荒事、敵役、老役などをこなし、堂々とした体躯と張りのある口跡を持つ堅実な芸風である。『夏祭』の三婦、『輝虎配膳』の長尾輝虎、『封印切』の八右衛門、『時平の七笑』の時平公、『沼津』の平作、『松浦の太鼓』の宝井其角などが当り役。
2025年5月11日、肺炎のため東京都内の病院で死去。90歳没。
弟には二代目片岡秀太郎、十五代目片岡仁左衛門がおり、我當は片岡三兄弟のまとめ役としても重要な役割を果たしている。長男は片岡進之介。